# Milla potosina
Milla potosina är en sparrisväxtart som beskrevs av Thaddeus Monroe Howard. Milla potosina ingår i släktet Milla och familjen sparrisväxter. Inga underarter finns listade i Catalogue of Life.